# فرانكو لوبيز
فرانكو لوبيز (بالإسبانية: Franco López)‏ (1 أبريل 1998 بإيسيدرو كاسانوفا في الأرجنتين - ) هو لاعب كرة قدم أرجنتيني في مركز الهجوم. لعب مع ريفر بليت.

## وصلات خارجية
- فرانكو لوبيز على موقع قاعدة بيانات كرة القدم.إي يو (الإنجليزية)
- فرانكو لوبيز على موقع Soccerway.com (الإنجليزية)
- فرانكو لوبيز على موقع AS.com (الإسبانية)